# Pastorační rada diecéze
Pastorační rada diecéze (latinsky consilium pastorale) je v římskokatolické církvi poradní orgán místního ordináře určité diecéze. Jejím úkolem je podpora pastorační péče. Na rozdíl od ekonomické rady diecéze je její zřízení nepovinné, avšak velmi doporučované. Musí se skládat nejen z duchovních a členů institutů zasvěceného života, ale i z laiků. Její postavení upravují kánony 511 až 514 CIC.